# Skyfall (bande originale)
Pour les articles homonymes, voir Skyfall (homonymie).
Albums de Thomas Newman
The Best Exotic Marigold Hotel
(2012) Effets secondaires
(2013)
Bandes originales de James Bond
Quantum of Solace
(2008) 007 Spectre
(2015)
La bande originale de Skyfall, le 23e James Bond, a été mise en vente par Sony Classical le 29 octobre 2012 en France et au Royaume-Uni et le 6 novembre 2012 aux États-Unis. La musique est composée par Thomas Newman, elle a été enregistrée à l'Abbey Road Studios à Londres. C'est la première bande originale de la série des James Bond composée par Thomas Newman qui est le neuvième compositeur à s'y atteler. Lors de la 66e cérémonie des British Academy Film Awards en 2013 l'album a été récompensé dans la catégorie meilleure musique de film. C'est le second film James Bond à être nommé après L'Espion qui m'aimait en 1978.

## Développement

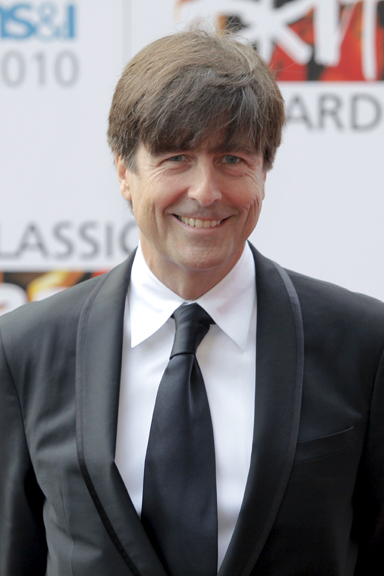
Thomas Newman, compositeur et producteur de la bande son du film.

Les producteurs Michael G. Wilson et Barbara Broccoli ont annoncé le 9 janvier 2012 que la réalisation de la bande originale de Skyfall, 23e opus de la série des James Bond, était confiée à Thomas Newman, un fréquent collaborateur de Sam Mendes, le réalisateur du film. Newman devient le successeur de David Arnold, qui a réalisé la bande originale de cinq James Bond (de Demain ne meurt jamais à Quantum of Solace) et qui a été sollicité pour gérer la musique de la cérémonie d'ouverture des Jeux olympiques d'été de 2012. Cependant, Arnold a commenté qu'il pense que la production a choisi Thomas Newman à cause de leurs nombreuses collaborations passées.
Le 6 octobre 2012, pour fêter le 50e anniversaire de James Bond 007 contre Dr No, la liste des pistes ainsi que leur durée est annoncée. Le premier extrait de la partition a été dévoilé, trois jours plus tard le 9 octobre 2012 Sony Classical lance un premier extrait de l'album. C'est le second album de bande originale de James Bond que publie Sony Classical.
Contrairement à la plupart des autres bandes originales de James Bond, l'album ne contient pas la bande sonore Skyfall interprété par Adele (et parodié par le gouvernement de François Hollande dans les Guignols en août 2013). C'est seulement la deuxième fois que cela se produit, la première fois étant pour le film Casino Royale sortie en 2006. Malgré cela, la piste 23 est une version instrumentalisée de Skyfall composé par Adele et Paul Epworth.
L'arrangement d'Arnold du James Bond Theme (qui figure sur la bande originale de Casino Royale comme My name is Bond...James Bond) joue sur les titres de fin de Skyfall, mais n'apparaît pas sur l'album de la bande originale.

## Titres
| 1.    | Grand Bazaar, Istanbul                    | 5:14 |
| 2.    | Voluntary Retirement                      | 2:22 |
| 3.    | New Digs                                  | 2:32 |
| 4.    | Severine                                  | 1:20 |
| 5.    | Brave New World                           | 1:50 |
| 6.    | Shanghai Drive                            | 1:26 |
| 7.    | Jellyfish                                 | 3:22 |
| 8.    | Silhouette                                | 0:56 |
| 9.    | Modigliani                                | 1:04 |
| 10.   | Day Wasted                                | 1:31 |
| 11.   | Quartermaster                             | 4:48 |
| 12.   | Someone Usually Dies                      | 2:29 |
| 13.   | Komodo Dragon                             | 3:20 |
| 14.   | The Bloody Shot                           | 4:46 |
| 15.   | Enjoying Death                            | 1:13 |
| 16.   | The Chimera                               | 1:58 |
| 17.   | Close Shave                               | 1:32 |
| 18.   | Health & Safety                           | 1:29 |
| 19.   | Granborough Road                          | 2:32 |
| 20.   | Tennyson                                  | 2:14 |
| 21.   | Enquiry                                   | 2:49 |
| 22.   | Breadcrumbs                               | 2:02 |
| 23.   | Skyfall                                   | 2:32 |
| 24.   | Kill Them First                           | 2:22 |
| 25.   | Welcome to Scotland                       | 3:21 |
| 26.   | She's Mine                                | 3:53 |
| 27.   | The Moors                                 | 2:39 |
| 28.   | Deep Water                                | 5:11 |
| 29.   | Mother                                    | 1:48 |
| 30.   | Adrenaline                                | 2:18 |
| 31.   | Old Dog, New Tricks (en bonus sur iTunes) | 1:48 |
| 77:55 |                                           |      |

## Récompenses
- 2013 : British Academy Film Award de la meilleure musique de film.